# Granaatastrild
De granaatastrild (Granatina granatina, synoniem: Uraeginthus granatina) is een vogel uit de familie van de prachtvinken (Estrildidae). 

## Kenmerken
De kop, vleugels en bovenzijde van de granaatastrild zijn roodbruin, het voorhoofd en de bovenstaartdekveren zijn kobaltblauw. De keel is zwart, de staart is deels grijs-zwart en deels donkerblauw. De snavel is rood en de wangen zijn violet, de onderzijde is bruin en de buik nog donkerder. Het vrouwtje is minder felgekleurd, haar kin en borst zijn lichtgrijs en de onderzijde geelbruin. De totale lengte van de kop tot het puntje van de vrij lange staart is ongeveer 14 centimeter.

## Verspreiding en leefgebied
Deze soort is van oorsprong afkomstig uit het noordelijk deel van Zuid-Afrika en Namibië en telt drie ondersoorten:
- G. g. granatinus: van zuidelijk Angola tot noordoostelijk Zuid-Afrika.
- G. g. siccatus: van westelijk Angola tot westelijk Botswana en noordwestelijk Zuid-Afrika.
- G. g. retusus: zuidelijk Mozambique.

## Verzorging
Deze vogels moeten zorgvuldig geacclimatiseerd worden. Het zijn zon- en warmteminnende vogels. Ze hebben een afwijkend menu ten opzichte van de meeste andere prachtvinken. Ze moeten gevoederd worden met klein levend voer zoals buffalowormpjes, bladluis en kleine spinnetjes. Ze lusten ook graag kant-en-klare insectenpaté. Als aanvulling kan trosgierst, onkruidzaden, graszaad en tropenzaad gegeven worden.
Water, grit en maagkiezel moeten vanzelfsprekend altijd ter beschikking staan.

## Kweek
Het broedsucces hangt af van de vraag of het mannetje en vrouwtje elkaar mogen. Ze vormen namelijk een koppel voor het leven. Het vrouwtje legt drie tot zes eitjes, die na dertien dagen uitkomen. De omgevingstemperatuur moet, zeker voor de jongen, rond de 25°C liggen, aangezien de ouders ze na vijf tot zes dagen al niet meer warm houden. Na twee à drie weken vliegen de jongen uit.  